# Espigão Alto do Iguaçu
Espigão Alto do Iguaçu är en kommun i Brasilien.   Den ligger i delstaten Paraná, i den södra delen av landet, 1 200 km söder om huvudstaden Brasília. Antalet invånare är 4 677.
I omgivningarna runt Espigão Alto do Iguaçu växer huvudsakligen savannskog. Runt Espigão Alto do Iguaçu är det ganska glesbefolkat, med 21 invånare per kvadratkilometer.